# Apocalipsi d'Esdres
L'Apocalipsi d'Esdres és un llibre pseudoepígraf, escrit en el segle i, que figura com apèndix en algunes edicions de la Bíblia. En la Vulgata apareix com 4 Esdres, en les versions eslaves i russes, com 3 Esdres i en les traduccions angleses (King James, Douay, New Revised Standard), com 2 Esdres (en la secció d'apòcrifs).

## Origen i versions
Diversos experts, com Vence, Charles, Wellhausen i Gunkel, consideren que el text original fou escrit en hebreu. Alguns, com Guy, consideren que fou escrit en arameu. Paredejordi considera que sens dubte l'autor era jueu, pels freqüents hebraismes en el text i perquè "l'autor orna els seus discursos amb ficcions molt properes a les del Talmud i dels rabins".
Les versions llatines provinents del Codex Sangermanensis, inclosa la de la Vulgata, difereixen de les etíopes, no només perquè afegeixen quatre capítols, sinó perquè els en falta un, que en els manuscrits etíopes i la versió de Lawrence de 1820, és el capítol VI i en la "New Revised Standard Version" s'interpola en el Capítulo VII (7:36-7:105, renumerando 7:36-70 como 7:106-140), seguint l'edició crítica de Bensly i James de 1895, que també fou usada des de 1969 en l'edició de Stuttgart de la Vulgata.

## Contingut

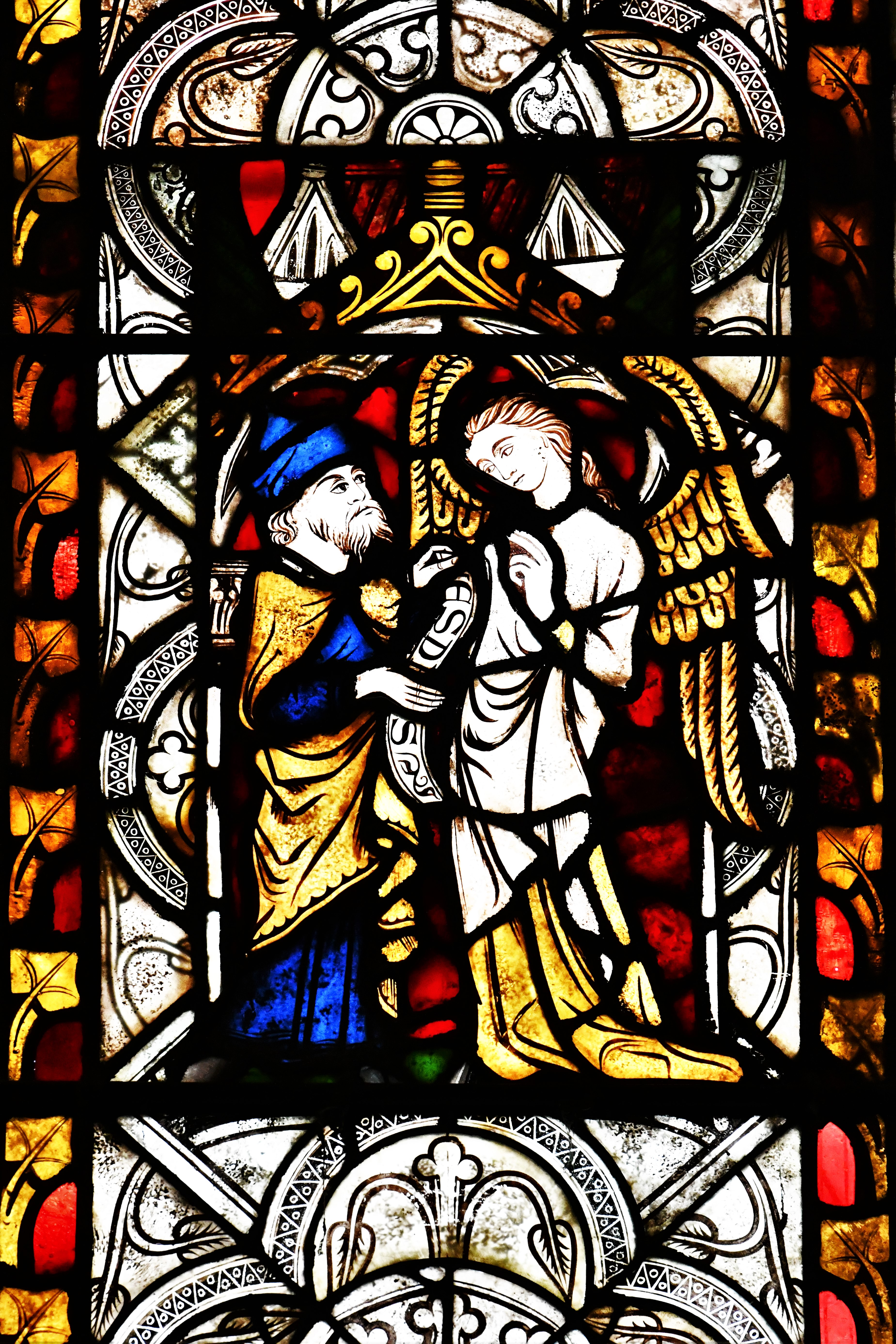
Un vitrall medieval que representa l'arcàngel Uriel amb Esdres. Església de Sant Miquel i Tots els Àngels, Kingsland, Herefordshire.

La part del llibre que es considera provinent de l'original hebreu (capítols III a XIV de la versió llatina), pot dividir-se en set revelacions, a les que s'ha anomenat les set visions d'Esdres. El context és la humiliació del poble elegit per Déu i el triomf dels seus adversaris i els protagonistes són Esdres i l'arcàngel Uriel.
En la primera visió quan Esdres pregunta a Déu "¿Que potser Babilònia és millor que Sió?" i Uriel li respon amb una reflexió sobre la incapacitat humana per a comprendre els plans de Déu, la transitorietat de la situació present i l'arribada de la recompensa dels justos "quan es completi el seu nombre" (Apocalipsis 6:10-11, 1 Henoc 47:2).
Esdres segueix preguntant "¿per què has entregat aquest poble a les multituds? ¿per què has deshonorat aquesta arrel entre les altres? ¿per què has prodigat el teu únic bé a molts i aquells que creien en la Llei han estat trepitjats pels enemics de la teva aliança? En la segona visió Uriel contesta explicant que el Dia del Judici arribarà per a tots, al seu temps i tots seran jutjats, primer pel Fill de l'Home i després per Déu i anunciant els senyals de la fi dels temps.
Esdres pregunta a Déus "¿si has creat el món per a nosaltres, per què no el posseïm com a herència?" En la tercera visió Uriel contesta que la felicitat només s'aconsegueix després de moltes dificultats. De la preocupació per la seva nació Esdres es projecta cap a una preocupació per la humanitat i li demana a l'àngel explicar per què se salvaran tan poques persones. Uriel respon que qui se salven són com l'or i les pedres precioses, que malgrat el seu nombre reduït, tenen molt de valor; No obstant Déu no vol que els homes morin, prodiga la seva misericòrdia a tots i "si no alleugerís la càrrega de les faltes dels pecadors, el gènere humà no viuria".
Dos temes doctrinals afloren en la tercera visió precisament en el capítol que falta a la versió llatina (de 7:35-36). Per una part Esdres pregunta ¿què passarà "quan ens morim i l'ànima surti de cadascú? ¿estarem en repòs mentre arriba el temps del judici?" Uriel respon amb una exposició del que ha arribat a ser la creença dominant en la cristiandat: les ànimes dels justos van a Déu i la dels infidels no entren a la llar eterna, sinó que caminen errants i són castigades, turmentades i afligides".
L'altre assumpte, molt polèmic, és el de la impossibilitat d'intercedir pels morts. A la versió llatina que es conserva en la Biblioteca Nacional de París li falta una pàgina, arrencada, (7:102-112), precisament on es tracta aquest assumpte. Segons Uriel respon (7:105), "cadascú respondrà per la seva justícia o injustícia".
La quarta és la visió d'una dona estèril durant trenta anys que té un fill que mor el dia de la boda, la dona que pateix desapareix i en el seu lloc apareix una ciutat immensa. Uriel explica a Esdres que la dona és Sió i la mort del seu fill és la runa de Jerusalem, però després es veu la glòria de la nova ciutat santa.
La cinquena és la visió de l'àliga, que simbolitza a l'Imperi Romà o qualsevol impero que "ocupà tota la terra, feu patir tota classe de turments a aquells que l'habitaven i oprimí el món...ha perseguit als justos, oprimit als innocents, odiat als homes virtuosos". Uriel sentencia: "per això desapareixeràs àliga, així com les teves ales pecadores, els teus caps culpables, les teves urpes maleïdes i el teu cos pervers, a fi que la terra estigui en repòs i alliberada dels teus turments". Aquesta àliga s'identifica (12:11), com la "quarta bèstia" de Daniel 7:7,23-26.
La sisena és la visió d'un home que sortí del mar i volà amb els núvols i nombrosos homes es reuniren per a combatre'l, però quan l'atacaren, "ell no aixecà la mà contra ells ni l'espasa ni cap arma, sinó que de la boca sortí una bola de foc, dels seus llavis una flamarada i de la seva llengua carbons ardents com un remolí i tot es mesclà i fou com una tempesta que descendí sobre la multitud dels que l'havien atacat i els consumí" (Apocalipsis 19:11-21).
En la setena visió, Esdres, mentre estava sota un arbre va sentir la veu de Déu, que li anuncià que seria arrabassat del món, pel que Esdres li demanà que enviés sobre ell a l'Esperit Sant perquè pogués "escriure l'ocorregut al món i els que estava escrit a la Llei". La veu de Déu l'indicà que juntament amb cinc escribes s'allunyés 40 dies durant els quals encendria al seu cor la llàntia de la saviesa fins que acabés tot el que tenia per escriure. Esdres begué una copa i es va omplir de saviesa i durant 40 dies escrigueren 94 llibres. "Llavors Esdres fou arrabassat i col·locat al costat de qui s'assemblen a ell". La setena visió inclou, tant la divisió de la història en deu parts, pròpia del Llibre d'Henoc (93:3-10, 91:15-17), com una concepció que fou destacada pels cabalistes: una part de la revelació és publicada i una altra ocultada peraa que la coneguin només alguns (14:6,26).
Els dos primers capítols, afegits a la versió llatina, exposen com Israel pel seu pecat v fer que Déu busqués altres nacions i il·lustren sobre com rebre la salvació, la "llum perpètua", fugint de les "ombres d'aquest segle", "fent justícia a la vídua, a l'orfe, al pobre" (Isaias 1:16-20).
Els dos últims capítols, també afegits al text original, tracten sobre el final dels temps: "la baixada de preus serà tal sobre la terra, que s'imaginaran que la pau els és concedida, però llavors la terra veurà que apareixen mals, l'espasa, la fam i grans disturbis". Anuncia grans desastres que precediran a l'alliberació dels justos.

## Canonicitat
L'Apocalipsi d'Esdres fou esmentat en els textos dels primers cristians: l'Epístola de Bernabé, Climent d'Alexandria i Tertulià el citen. Era un dels llibres preferits d'Ambròs de Milà, qui el cita expressament en Bono Mortis, De Spiritu Sancto, Epistola ad Horonciano, De exceso Satyri i Comentarium in Lucam.
Malgrat que la majoria de les esglésies no accepten aquest llibre com a part del cànon de la Bíblia, és considerat com canònic per l'Església Ortodoxa Etíop, l'Església Ortodoxa Copta i algunes esglésies orientals.
La majoria de les esglésies han donat suport a la seva difusió en incloure aquest llibre en apèndixs de les edicions de la Bíblia. Una raó que pot explicar la relativa acceptació del llibre malgrat el rebuig a la seva canonicitat, és l'exposició sobre el destí de les ànimes dels morts, de la que es dedueix una exposició de la immortalitat de l'ànima i la seva espera a la resurrecció i el judici final.
En la litúrgia de l'Església Catòlica hi ha oracions basades en versicles del capítol II de la versió llatina, per exemple: "una llum perpètua brillarà per vosaltres en l'eternitat dels temps".